# Koya Okuda
Koya Okuda (奥田 晃也 Okuda Koya?), född 1 oktober 1994 i Wakayama prefektur, är en japansk fotbollsspelare.
Okuda började sin karriär 2017 i YSCC Yokohama. Han spelade 89 ligamatcher för klubben. 2020 flyttade han till Mito HollyHock.